# Abeceda giz
Abecéda gíz (gíška abecéda) ali kar gíz (ግዕዝ) sestavlja abugidsko pisavo, ki se je izvirno razvila za zapisovanje izumrlega semitskega jezika giz. V jezikih, ki uporabljajo to abecedo, kot na primer amharščina ali tigrajščina, se pisava imenuje fidäl (ፊደል), kar pomeni pisava ali abeceda. Giška abeceda je znana tudi kot etiopska abeceda.
Giško pisavo so prilagodili za zapis drugih jezikov, po navadi semitskih. Najbolj je giz razširjen z amharščino v Etiopiji in tigrajščino v Eritreji in Etiopiji. Uporablja se tudi v čehaškem narečju sebatbetščini, južnosurmitskem jeziku minščini in v večini etiopskih jezikov. V Eritreji jo uporablja tigrejščina, tradiconalno pa tudi osrednjekušitski jezik blinščina. Nekateri drugi jeziki na Afriškem rogu, kot sta na primer vzhodnokušitski jezik oromščina ali somalščina, so uporabljali giz, vendar sedaj uporabljajo latinico.
- Za pravilni prikaz znakov abecede giz potrebujete Unicode nabor črk, kot je GF Zemen Unicode[mrtva povezava].

## Izvor in zgodovina abecede
Giz izhaja iz starojužnoarabske abecede. Podrobnosti nastanka so nasprotujoče. Kot je zapisal Stuart Munro Hay: »argumenti predlogov za izvor pisave giz bi napolnili knjižico.«
Giz ima 26 osnovnih soglasniških pismenk. V primerjavi z 29 soglasniki v starojužnoarabski abecedi, manjkajo ustrezniki za ġ, ẓ in medzobna pripornika (ḏ, ṯ), kot tudi starojužnoarabski s  (giški savt (saut) ሠ se je razvil iz starojužnoarabskega š ). Na drugi strani je poudarjeni P̣ait ጰ, kot giška iznajdba, prilagoditev Ṣädai ጸ, medtem ko Pesa ፐ temelji na Tave ተ.
Tako imata giz in starojužnoarabska abeceda 24 enakih znakov.
| prečrkovanje      | h | l | ḥ | m | ś (ja s) | r | s | ḳ | b | t | ḫ | n |
| ----------------- | - | - | - | - | -------- | - | - | - | - | - | - | - |
| giz               | ሀ | ለ | ሐ | መ | ሠ        | ረ | ሰ | ቀ | በ | ተ | ኀ | ነ |
| starojužnoarabsko | h | l | ḥ | m | š        | r | ś | ḳ | b | t | ḫ | n |

| prečrkovanje      | ʾ | k | w | ʿ | z (ja d) | y | d | g | ṭ | ṣ | ḍ | f |
| ----------------- | - | - | - | - | -------- | - | - | - | - | - | - | - |
| giz               | አ | ከ | ወ | ዐ | ዘ        | የ | ደ | ገ | ጠ | ጸ | ፀ | ፈ |
| starojužnoarabsko | ʾ | k | w | ʿ | z        | y | d | g | ṭ | ṣ | ḍ | f |